# 上海交通大学凯原法学院
凯原法学院是上海交通大学的一个学院，建立于2002年6月8日。2007年7月31日，美国廖凯原基金会向法学院捐赠3000万美元，次年9月20日，法学院易名为“凯原法学院”。2013年9月，凯原法学院整体搬迁至徐汇校区。

## 历史沿革
上海交通大学于1986年设立了法学教研室，开始建立法学教育。1993年，上海交通大学首次招收法学本科生。1996年学校设立法律系，在1998年取得硕士学位授予资格。
2002年6月8日，上海交通大学设立法学院。2007年，法学院接受廖凯原基金会捐赠。2008年9月20日，经教育部批准，上海交通大学法学院冠名为上海交通大学凯原法学院。

### 徐汇校区

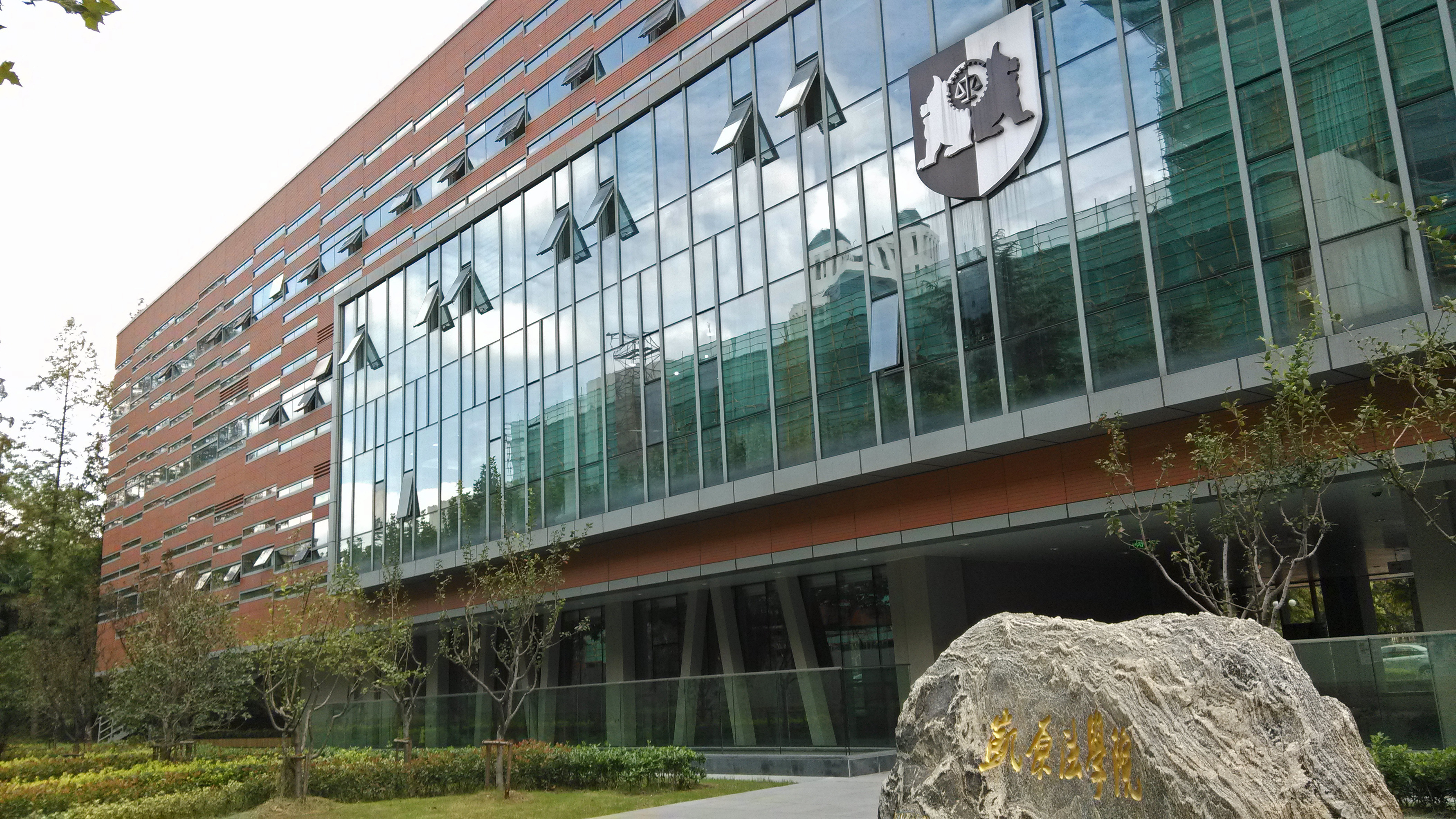
徐汇校区法学院廖凯原楼